# Plougasnou
Plougasnou (tiếng Breton: Plouganoù) là một xã của tỉnh Finistère, thuộc vùng Bretagne, miền tây bắc Pháp.

## Dân số
Người dân ở Plougasnou được gọi là Plouganistes.